# Ellenség a kapuknál
Az Ellenség a kapuknál (eredeti cím: Enemy at the Gates) 2000-ben bemutatott háborús film, melyet Jean-Jacques Annaud rendezett. A film eredeti címe William Craig 1973-as Enemy at the Gates: The Battle for Stalingrad című regényéből származik. A főbb szerepekben Ed Harris és Jude Law látható. 
A második világháborús film a Sztálingrád melletti csatát dolgozza fel. A történet 1942–1943-ban játszódik, a német Erwin König és a szovjet mesterlövész Vaszilij Zajcev harcát mutatja be Zajcev szemszögéből.

## Történet
|  | Alább a cselekmény részletei következnek! |

Mialatt a német és az orosz hadsereg tízezrével küldi katonáit egymás ellen, és a világ rettegve várja a sztálingrádi csata kimenetelét, az ünnepelt orosz mesterlövész, Vaszilij Zajcev csendben és egyenként cserkészi be ellenségeit. A szerény és zárkózott Vaszilij csak egy átlagember, aki különleges ügyességgel végzi feladatát. Danyilov, a szovjet politikai tiszt felismeri a mesterlövészben rejlő propagandaértéket, és az egyszerű uráli katonából nemzeti hőst csinál. Jó néhány, a németektől elszenvedett vereség után a Szovjetunió az összeomlás szélén áll, és Sztálingrád eleste biztosítaná a megszálló németek végső győzelmét Európában. Sztálin magát Hruscsovot küldi, hogy felügyelje a város védelmét. Vaszilij példája feltüzeli a védők akaraterejét, és tovább harcolnak a túlerővel szemben. Danyilov viszont hamarosan féltékeny lesz arra az emberre, akit ő kreált, amikor a háború közepén mindketten beleszeretnek Tányába, a katonákkal együtt harcoló bátor nők egyikébe. A németek legjobb mesterlövészüket, König őrnagyot küldik, hogy felkutassa és megölje a német és orosz katonák közt egyaránt híressé vált Vaszilijt. Mindkét férfi elszánt türelemmel és tökéletes szakértelemmel vadászik a másikra, és vívja magányos háborúját, miközben rengetegen halnak meg körülöttük Sztálingrád romjai között.
|  | Itt a vége a cselekmény részletezésének! |

## Szereplők
| Szerep                    | Színész         | Magyar hangja (1. szinkron) |
| ------------------------- | --------------- | --------------------------- |
| Vaszilij Zajcev           | Jude Law        | Lippai László               |
| König őrnagy              | Ed Harris       | Rosta Sándor                |
| Danyilov, politikai tiszt | Joseph Fiennes  | Széles Tamás                |
| Tánya Filipov             | Rachel Weisz    | Murányi Tünde               |
| Hruscsov                  | Bob Hoskins     | Papp János                  |
| Kulikov                   | Ron Perlman     | Vass Gábor                  |
| Szása Filipov             | Gabriel Thomson | Stukovszky Tamás            |
| Filipov mama              | Eva Mattes      | Szabó Éva                   |
| Paulus tábornagy          | Matthias Habich | Dobránszky Zoltán           |
| Vologya                   | Ivan Shvedoff   | Koncz István                |